# ألكسندر دوغين
ألكسندر جليفيتش دوغين (الروسية: Алекса́ндр Ге́льевич Ду́гин) (من مواليد 7 يناير 1962، موسكو، الاتحاد السوفيتي) هو فيلسوف سوفيتي وروسي وعالم سياسي وعالم اجتماع ومترجم وشخصية عامة. مُرّشح في العلوم الفلسفية، دكتوراه في العلوم السياسية، دكتوراه في العلوم الاجتماعية. وأستاذ جامعي وهو رئيس قسم علم الاجتماع للعلاقات الدولية في كلية علم الاجتماع بجامعة موسكو الحكومية. وهو زعيم الحركة الأوراسية الدولية [الإنجليزية]
. إضافة بأنّه مؤلف النظرية السياسية الرابعة التي ترى نفسها الخطوة التالية لانتهاء المدارس السياسية الثلاث: الليبرالية والاشتراكية والفاشية. يهدف نشاط دوجين السياسي إلى إنشاء قوة عظمى أوراسية من خلال اندماج روسيا مع الجمهوريات السوفيتية السابقة في الاتحاد الأوراسي الجديد (EAU).
ألكسندر دوغين هو أستاذ فخري في جامعة أوراسيا الوطنية [الإنجليزية]
 وفي جامعة طهران وأستاذ زائر في الجامعة الفيدرالية الجنوبية ، زميل باحث أول في جامعة فودان (شنغهاي) ويتقن اللغات الإنجليزية، والألمانية، والفرنسية، والإسبانية، والإيطالية، والبرتغالية.
في عام 2014 أدرجت المجلة الأمريكية فورين بوليسي دوغين ضمن أفضل 100 مفكر عالمي في العالم الحديث.

## من مؤلفاته
- أسس الجغرافيا السياسية: المستقبل الجيوسياسي لروسيا
- الخلاص من الغرب الاوراسية - الحضارات الأرضية مقابل الحضارات البحرية والاطلسية، ترجمة: علي بدر، دار ألكا للنشر، 2022
- النظرية السياسية الرابعة

## وصلات خارجية
- The Fourth Political Theory
- Movement Eurasia